# Габдулзелилово
Габдулзелилово — исчезнувшая деревня на территории современного Дуванском районе Башкортостана. Слилась в конце XIX века с деревней Мулькатово (Асфандияров 2009).

## История
Деревня Габдулзелилова возникла в начале XIX века возле Мулькатово. 
Данные об основателе Габдулзелиле неизвестны, но есть данные по трем коленам его потомков. Сын основателя Шафей Габдулзелилов жил в 1749—1817 гг., имел сына Хатымтая, а его сын — Азналы.
Слияние деревень Габдулзелилово и Мулькатово произошло в конце XIX века.

## География
Протекает река Аньяк (Анзяк).

## Население
В 1816 г. в Габдулзелилово насчитывалось 10 дворов и 54 человека, в 1834 г. — 14 дворов и 59 жителей. В 1859 г. в 14 домах жили 49 человек (Асфандияров 2009). 

## Инфраструктура
Жители деревни занимались хлебопашеством. Известно, что в 1842 г. на 72 человека засеяли 25 четвертей озимого, 160 четвертей ярового хлеба и 2 четверти картофеля.  (Асфандияров 2009). 